# 韋石麟
韋石麟（？—1619年），字中石，号玄斗，湖廣黄州府黄冈县人，明朝政治人物。

## 生平
石麟方幼，父疾篤，指老母幼子目示妻周氏，俄卒。周氏守志，奉姑孝谨，撫子石麟辟纑佐读，后以子貴，封安人，旌表建坊。萬曆二十五年（1597年），石麟舉丁酉科湖廣鄉試，二十六年（1598年）聯捷戊戌科進士。吏部觀政，二十八年庚子聘順天鄉試，稱為得人。二十九年授户部山西司主事，管象房草场，三十年督临清仓，以廉洁稱，三十三年京察，降两淮運判。三十九年升南京户部主事，四十年丁憂，四十三年復補本部主事，四十四年管應天等倉，四十五年晉南户部郎中，四十七年出为南安府知府，卒于官。

## 家族
父韋體亨，母周氏。子韋克振，字子寅，明末判杭州，清順治二年授宁波府知府，年七十九卒于官。